# 삼성 NX500
삼성 NX500(Samsung NX500)은 삼성전자가 2015년 3월 발매한 렌즈 교환식 미러리스 카메라이다. 삼성 NX300M의 후속기종으로 삼성 NX1부터 탑재된 새로운 APS-C 센서 최초의 BSI 센서를 탑재하였으며 4K 울트라 HD급 동영상 촬영이 가능한 특징이 있다.